# 최태용
폴린(Fallin, 본명: 최태용 (崔泰蓉), 1994년 8월 8일 ~ )은 대한민국의 싱어송라이터로 작곡과 작사, 보컬을 동시에 하고 있다.

## 학력
- 화산초등학교 (졸업)
- 흥진중학교 (졸업)
- 군포고등학교 (졸업)
- 을지대학교 보건환경안전학과 (학사)

## 음반

### 앨범
- 2016년 FALLIN 1집 심야영화
- 2016년 FALLIN 2집 어쩔 수 없지 뭐
- 2017년 FALLIN 3집 새로운 밤
- 2017년 FALLIN 4집 다시 웃을 수 있을까
- 2018년 FALLIN 5집 블루아워
- 2022년 FALLIN 6집 함께하고 싶어
- 2022년 FALLIN 7집 Fallin

## 이외의 활동

### 유튜버
주 콘텐츠
- 음반 제작 / 디지털싱글앨범 영상

### 경력
- 2020년 온라인스토어팜 '가꼬가게' 대표 (CEO) / 현재 폐업
- 2022년 '빵실빵실 빵댕이' 이모티콘 제작 판매 시작 (네이버 라인, OGQ)
- 2022년 공동저서 '콜라주' 발간

### 서포터즈
- 2016년 야놀자 프로놀러 3기 활동 (최우수 갓놀러)

## 기타
- 2015년 육군 제35보병사단장 우수상
- 유튜브 채널명 '폴린 (Fallin)'
- 공동저서 '콜라주' 발간, 브런치스토리 소설 '메모리 칩(Memory Chip) 연재
- 단편영화 '압박면접' 의사 박두식역

### 각 앨범 소개
| 앨범                 | 가사 |
| -------------------- | --- |
| 1집 심야영화         | 마치 꽃들사이에 있는 벌처럼 의도찮게 홀린 난 너라는 꽃 홀릭 믿기지 않게 내가 so(쏘) easy(이지) 디지털싱글앨범 1집 '심야영화' 가사中                         |
| 2집 어쩔수없지뭐     | 어쩔 수 없지 뭐 어쩔 수 없지 뭐 너도 나같은 마음일텐데 디지털싱글앨범 2집 '어쩔 수 없지 뭐' 가사中                                                          |
| 3집 새로운밤         | 당신을 위해 이야길 썼죠 절대 지워지지 않을 나의 달이 돼줄래? 내가 별이 돼줄게 함께 그곳에 서서 빛이 돼주자 디지털싱글앨범 3집 '새로운 밤' 가사中            |
| 4집 다시웃을수있을까 | 너와 내가 있던 거린 이제 홀로 걷고 있어 함께 있던 모습 다시 그려지고 있어 디지털싱글앨범 4집 '다시 웃을 수 있을까' 가사中                                   |
| 5집 BlueHour         | 매일오지만 너무 짧기만 한 Blue hour 디지털싱글앨범 5집 'Blue hour' 가사中                                                                                   |
| 6집 함께하고싶어     | 원하고 꿈꾼 미래 점점 선명해져가고 곁에 있어준 네게 절대 후회하지 않게 약속해 너와 함께하고 싶어 앞으로의 모든 걸 디지털싱글앨범 6집 '함께하고 싶어' 가사中 |
| 7집 Fallin           | Let's fall in love with night I don't wanna waste my time just, Let's fall in love with night 디지털싱글앨범 7집 'Fallin' 가사中                            |